# 馴化
馴化（じゅんか、英: Habituation）とは、心理学における概念の一つ。ある刺激がくり返し提示されることによって、その刺激に対する反応が徐徐に見られなくなっていく現象（馴れ、慣れ）を指す。同じ意味で、馴致と言う言葉もある。また、動物行動学においては、ある生得的行動を起こす刺激を生体に繰り返し与えたとき、生じる行動の強さや頻度がしだいに減少していく現象をいい、学習の一種であると定義される。システム神経科学や分子神経科学の分野においては、シナプス可塑性によって伝達効率が低下することを指す。生物学では、馴化の研究はアメフラシのえら引っ込め反射を題材に研究が行われてきた。
特に、報酬をもたらすわけでも有害なわけでもない中立的な刺激に対して生じやすい。馴化は刺激を特定して起こる。つまり、ある刺激Aに馴化しているときでも、別の刺激Bを提示された場合、生体は刺激Bにはちゃんと反応する。ヒトだけでなくほぼすべての動物が馴化を示す。学習や記憶の基礎研究でよく用いられるアメフラシの他にも、原生生物であるソライロラッパムシ(Stentor coeruleus)でも馴化が起こるという報告がある。

## 動物行動学における馴化
馴化が成立してもしばらく放置するとその効果は失われ（短期の慣れ）、馴化の成立後も刺激が加わり続けるとその刺激が加わらなくなっても馴化は維持し続ける（長期の慣れ）。馴化が成立した個体に異なる刺激を与えると、馴化が解除されることがある。これを脱慣れという。脱慣れを起こす刺激よりも強い刺激を加えると、馴化をおこしていた刺激に対して、馴化成立前よりも強い反応を起こすことがある。これを鋭敏化という。脱慣れは短期の鋭敏化である。馴化は学習の一種であり、馴化による行動は習得的行動の一種である。

## システム神経科学における馴化
馴化が成立するとき、受容器の興奮を伝導する感覚ニューロンの軸索末端（軸索終末）では特異的な反応が起きる。
短期の慣れの成立時には、軸索末端の電位依存性カルシウムチャネルが不活性化することでシナプス小胞が減少する。これにより、シナプス間隙に放出される神経伝達物質の量が減少する。その結果シナプス後細胞に興奮が伝達せず、馴化が生じると考えられている。長期の慣れ成立時には、短期の慣れ成立時の軸索末端の反応に加え、シナプス小胞とシナプス前膜の融合箇所が減少する。これにより、シナプス小胞のエキソサイトーシスが阻まれる。また、その感覚ニューロンの軸索末端の分枝数自体が減少することもある。
脱慣れや鋭敏化が成立するためには異なる刺激が馴化している刺激と同じ軸索末端を経由して、中枢神経または効果器に興奮を伝える必要がある。馴化している感覚ニューロンの軸索に介在ニューロンのシナプスがあり、その介在ニューロンから大きな興奮が伝達したときを例にとる。このとき、介在ニューロンからシナプス間隙にセロトニンが分泌され、シナプス後細胞にあたる感覚ニューロンのセロトニン受容体がセロトニンを受容する。すると、cAMPが細胞質基質に放出され、一部のカリウムチャネルが不活性化する。その結果、軸索末端のカリウムイオンの透過性が低下し、軸索末端内の電位が正に帯電した状態が長らく続く。これは活動電位の持続の促進であり、カルシウムチャネルの開口時間が長くなり、カルシウムイオンが大量に軸索末端に流入する。その結果神経伝達物質がシナプス間隙に大量に放出され、馴化が解除されるのである。
内因性カンナビノイドの一つである2-アラキドノイルグリセロール (2-AG) の合成が低下すると、匂いや空間に対する馴化（適応）が促進される。反対に、2-AGが海馬歯状回のシグナル伝達を弱めることで馴化が抑制される。